# Wybory do Parlamentu Europejskiego w Finlandii w 1999 roku
Wybory do Parlamentu Europejskiego V kadencji w Finlandii zostały przeprowadzone 13 czerwca 1999. Finowie wybrali 16 deputowanych. Wybory zakończyły się zwycięstwem centroprawicowej Partii Koalicji Narodowej. Frekwencja wyniosła 30,14%.

## Wyniki wyborów
| Lista wyborcza                       | Głosy     | %     | Mandaty |
| ------------------------------------ | --------- | ----- | ------- |
| Partia Koalicji Narodowej            | 313 960   | 25,27 | 4       |
| Partia Centrum                       | 264 640   | 21,30 | 4       |
| Socjaldemokratyczna Partia Finlandii | 221 836   | 17,86 | 3       |
| Liga Zielonych                       | 166 786   | 13,43 | 2       |
| Sojusz Lewicy                        | 112 757   | 9,08  | 1       |
| Szwedzka Partia Ludowa               | 84 153    | 6,77  | 1       |
| Fińska Liga Chrześcijańska           | 29 637    | 2,39  | 1       |
| Pozostali                            | 48 534    | 3,90  | –       |
| Razem                                | 1 242 303 | 100   | 16      |